# ARC Antioquia (1933)
Pour les articles homonymes, voir ARC Antioquia.
L'ARC Antioquia était le navire de tête de la classe Antioquia, deux destroyers construits dans les années 1930 pour l'Armada Nacional República de Colombia, la marine nationale colombienne. Commandés à l’origine par la marine portugaise, ils ont été achetés par la Colombie alors qu’ils étaient encore en construction. L’ARC Antioquia a été désarmé en 1960 et démoli par la suite.

## Conception
Les navires de la classe Antioquia ont été conçus par le constructeur naval britannique Yarrow Shipbuilders et étaient basés sur l'HMS Ambuscade, un prototype de destroyer construit en 1926 par Yarrow pour la Royal Navy. Ils mesuraient 98,45 m de longueur hors tout et 93,57 m entre perpendiculaires, avec une largeur de 9,45 m et un tirant d'eau de 3,35 m. Le navire avait un déplacement de 1239 tonnes à charge normale et 1588 tonnes à pleine charge.
Les navires de la classe Antioquia étaient propulsés par deux turbines à vapeur à engrenages Parsons-Curtis, chacune entraînant un arbre d'hélice utilisant de la vapeur fournie par trois chaudières Yarrow. Les turbines, d’une puissance nominale de 33 000 chevaux (25 000 kW), étaient destinées à donner une vitesse maximale de 36 nœuds (67 km/h). Les destroyers transportaient suffisamment de mazout pour leur donner une autonomie de 5 400 milles marins (10 000 km) à 15 nœuds (28 km/h).
L’armement était similaire à celui des destroyers contemporains de la Royal Navy, avec quatre canons Vickers-Armstrong Mk G de 4,7 pouces (120 mm) et trois canons antiaériens Mk VIII de 2 livres (40 mm). Deux affûts quadruples de tubes lance-torpilles de 21 pouces (533 mm) étaient montés, tandis que l’armement anti-sous-marins était constitué de deux lanceurs de grenades anti-sous-marines avec 12 grenades. Les navires pouvaient transporter jusqu’à 20 mines. L’équipage des navires se composait de 147 officiers et marins.

## Engagements
L'Antioquia a été construit à Lisbonne, au Portugal, en tant que destroyer de classe Douro pour la marine portugaise (Marinha Portuguesa), et nommé à l’origine NRP Douro. La conception des six navires de la classe Douro a été réalisée par la société britannique Yarrow Shipbuilders, sur la base de celle du prototype du destroyer HMS Ambuscade de la Royal Navy. Deux ont été construits au chantier naval de Yarrow à Clydebank, en Écosse, et les quatre autres à Lisbonne avec des machines Yarrow.
Le Douro a été acheté avant son achèvement par l'Armada Nacional República de Colombia en 1933 en réponse à la guerre entre la Colombie et le Pérou. Il a été renommé en l’honneur du département colombien d’Antioquia, qui avait contribué aux fonds nécessaires à son acquisition. Un navire jumeau, le NRP Tejo, est acheté à la même époque et rebaptisé ARC Caldas.
En 1936, l’ARC Antioquia a été impliqué dans ce qui aurait pu être un grave incident diplomatique. À l’occasion de la mort du roi d'Angleterre George V, l’artillerie de la milice des Bermudes (BMA), une réserve à temps partiel du Royal Regiment of Artillery dans la colonie britannique des Bermudes, avait reçu l’ordre de tirer un salut commémoratif à partir d’un canon de 4,7 pouces à la batterie de St. David. Ce salut devait consister en soixante-dix coups à blanc, un pour chaque année de la vie du roi, tirés à une minute d’intervalle.
En raison de la difficulté de stocker des munitions dans le climat humide des Bermudes, il s’est avéré qu’il n’y avait que vingt-trois obus à blanc en stock, et le reste était uniquement des munitions réelles. Comme le tir devait commencer à 8 h 00 le 21 janvier et qu’il était peu probable que des navires se trouvent dans la zone dangereuse, il a été décidé de procéder au salut, en veillant à ce que les canons soient relevés pour une portée maximale (7300 m) au large. Les tirs ont commencé à 07 h 00 et ont eu lieu pendant plus de soixante-dix minutes.
Ce que les artilleurs de la BMA ne savaient pas, cependant, c’est que l’ARC Antioquia était la cible de leur tir de barrage. L’ARC Antioquia était sous le commandement d’un officier de la Royal Navy à la retraite, qui faisait partie de la mission navale britannique en Colombie, et arrivait aux Bermudes pour subir des réparations au chantier naval royal. Bien que les membres de l’équipage du navire aient été alarmés de se retrouver sous le feu, le navire n’a heureusement pas été touché.
L’ARC Antioquia et l’ARC Caldas ont tous deux été réaménagés aux États-Unis, à Mobile (Alabama) en 1954, lorsque trois canons de 5 pouces (130 mm) ont été installés, deux à l’avant et un à l’arrière. Cela a eu pour effet de déplacer leur centre de gravité, ce qui a entraîné une mauvaise maniabilité par mauvais temps, et a également surchargé les coques.
L’ARC Antioquia a été désarmé en 1961, lorsque le nom est passé à un destroyer de classe Fletcher, construit en 1943 pour l’United States Navy sous le nom d’USS Hale. L’actuelle ARC Antioquia est une frégate lance-missiles de classe Almirante Padilla